# Billy (plemeno)
Billy je plemeno velkého loveckého psa, původem z Francie. Je to málopočetné plemeno, v České republice v podstatě neznámé. Barva srsti je celá bílá. Toto plemeno je uznávané FCI a řadí se do skupiny honiči a barváři.

## Historie
Billy pochází ze střední Francie, kde vznikl v 19. století z dnes již neexistujících honičů - Ceris, Montaimboeufa a Larye. Toto plemeno vyšlechtil Gaston Hublot du Rivault, který chtěl dobře stavěného a rychlého psa k nahánění zvěře, obzvláště srnek. Jméno "Billy" získalo toto plemeno díky zámku, na kterém tento chovatel žil - jmenoval se Billy. Standard byl poprvé sepsán v roce 1886.
2015: V České republice není ani jeden pes či fena tohoto plemene. Stále není moc známé a největší počet jedinců je v jeho rodné Francii. Chov se ale již rozšířil i do Německa a je možné, že v budoucnu se rozšíří i do České republiky.

## Vzhled
Lehce stavěný pes, přizpůsobený pro běhy na dlouhou vzdálenost. Je to silný a elegantní pes, s krátkou a jemnou srstí, která má nejrůznější odstíny bílé, někteří jedinci mohou mít hnědé nebo černé znaky na hřbetu. Srst dobře izoluje proti vodě. Hlava je přiměřená, s plochýma ušima, které jsou podél hlavy a jsou bez volánků. Krk je dobře osvalený, krátký a srst na něm nevytváří límec. Hřbet je dlouhý a spíše tenký. Má velmi vysoké a dobře osvalené nohy. Ocas je nesen nízko nebo v rovině se hřbetem, ale nesmí být stočený nad hřbetem. Psi dosahují výšky až 70 cm, feny jen 62 cm. Váha je okolo 28 kg.

## Povaha
Billy je společenské plemeno, a nejlépe je mu ve společnosti více psů. Má lovecké sklony. Jinak je to ale vnímavý, bystrý a velmi inteligentní pes, který dobře vychází nejen s dospělými a dětmi, ale i s jinými zvířaty. Jako miláček rodiny je naprosto spokojený, ale má rád hodně pohybu, a proto se hodí spíše ke sportovně založeným rodinám. Svoji rodinu miluje a chrání ji i majetek, ale nikdy neútočí první. Cizí ignoruje, ale nesmí na ně být agresivní či na ně dokonce útočit. Cvičí se poměrně dobře.

## Péče
Srst billyho nevyžaduje pravidelnou péči, stačí ji občas pročesat kartáčem, nebo 2x za rok umýt šamponem. Příliš časté mytí šamponem může způsobit, že srst ztratí svoji přirozenou mastnotu, což by způsobilo problémy s kůži v podobě vyrážky.
Vycházky vyžaduje dlouhé, nebo několikrát denně. Má rád veškerý pohyb, od běhu při kole až po plavání nebo obyčejnou chůzi, rozhodně mu pohybem uděláte radost.
Výcvik je nutnost, kterou nelze přehlédnout - bez výcviku by se mohl začít chovat dominantně, což by vedlo k agresivitě nebo i pokousání. Výcvik musí být důsledný, ale ne tvrdý, toto plemeno to nemá rádo a mohlo by se to obrátit proti majiteli.
Rád se setkává s ostatními psy, a občas je možné, že s nimi bude chtít soupeřit o postavení ve smečce.